# 자연농법
자연농법(自然農法, 영어: natural farming)은 후쿠오카 마사노부에 의해 창시된 농업이다. 땅을 갈지 않고, 풀이나 벌레를 적으로 여기지 않으며, 비료와 농약을 쓰지 않는다. 인위적인 방법을 쓰지 않는 대신, 최대한 자연의 본래 활동에 맡겨 작물을 재배하는 농업방식이다. 무경운, 무제초, 무비료, 무농약에 의한 자연농법을 4무농법이라고 부른다.

## 같이 보기
- 가와구치 요시카즈 - 일본의 대표적인 자연농법 실천가
- 최성현 (번역가) - 일본어 서적 번역가, 자연농법 실천가 및 에세이스트

## 참고 자료
- 아라이 요시미, 가가미야마 에츠코, "자연농 교실 (무경운, 무비료, 무농약, 무제초의 실전 노하우)", 정신세계사, 2017
- 강수희, 패트릭 라이든, "불안과 경쟁 없는 이곳에서 (자연농이라는 건강하고 행복한 삶의 방식)", 열매하나, 2017
- 쓰지 신이치 , 가와구치 요시카즈, "자연농, 느림과 기다림의 철학", 눌민, 2015
- 가와구치 요시카즈, "신비한 밭에 서서", 들녘, 2000